# Franc guinéen
Pour les articles homonymes, voir Franc et GNF.
Le franc guinéen est la monnaie officielle de la Guinée. Son code ISO 4217 est GNF.
Créé en 1960, le franc guinéen a été remplacé de 1971 à 1985 par le syli (code GNS), divisé en 100 cauris.

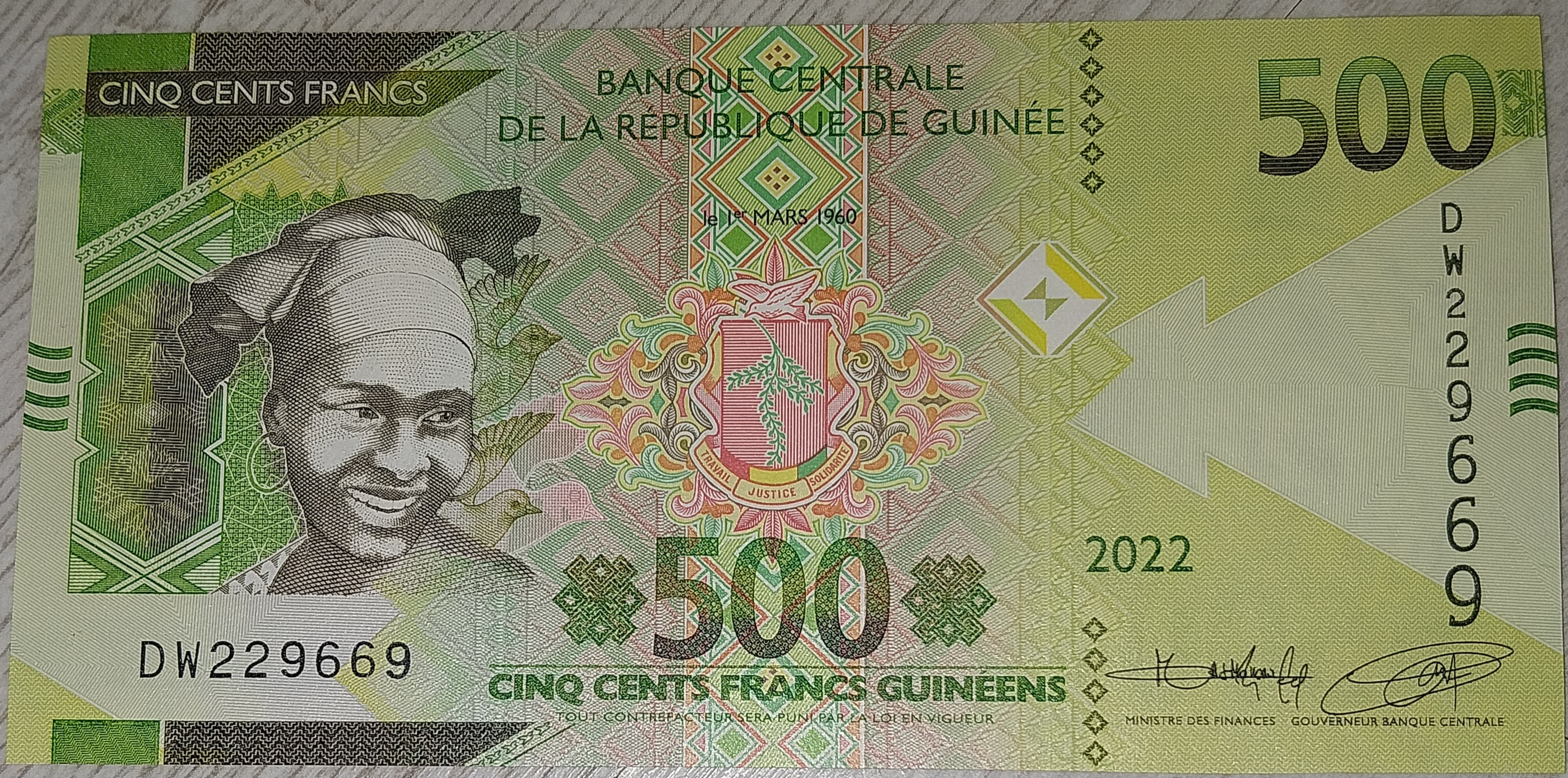
Avers d'un billet de 500 francs guinéens de 2022.

## Histoire
Le franc guinéen est créé le 1er mars 1960 sur décision de Sékou Touré. Il y eut des pièces de 1, 5, 10 et 25 francs (en bronze d'aluminium ) et des billets (datés de 1958) de 50, 100, 500, 1000, 5000 et 10 000 francs. Une deuxième série de billets datés du 1er mars 1960 fut émise le 1er mars 1963, sans les 10 000 francs. Cette série fut imprimée sans empreinte par Thomas De La Rue, et comprend plus de couleurs, un gaufrage amélioré et des éléments de sécurité améliorés. Il est défini par un poids d'or de 0,0036 g et une parité fixe avec le franc CFA de 1 pour 1. À cette époque, il n'était ni exportable ni importable, et les devises étrangères, y compris le franc CFA, ne pouvaient pas sortir du territoire. Le 2 octobre 1972 est créé le syli (GNE, GNS) divisé en 100 cauris, au taux de 1 GNS pour 10 francs. Le 6 janvier 1986, le syli est démonétisé et remplacé à 1 pour 1 par le franc guinéen (GNF), qui est cependant arrimé sur le dollar américain au taux de 1 USD = 300 GNF.

## Taux de change
La monnaie guinéenne et son taux de change pratiqué dans la rue est différent du taux officiel en raison d'un manque de devises étrangères dans le pays. Les taux de change avec les grandes monnaies commerciales sont variables fortement.
En juin 2007, 1 euro correspondait à environ 4 400 GNF.
En juin 2012, 1 euro correspondait à environ 9 000 GNF.
En juin 2017, 1 euro correspondait à environ 10 000 GNF.
En juin 2022, 1 euro correspondait à environ 9 200 GNF.
En étudiant sur une vingtaine d'années les variations de change Euro/Franc guinéen, on observe de très fortes fluctuations, avec en extrêmes, 1 euro s'échangeant contre 2 374 Francs Guinéens  en décembre 2003, période de franc guinéen relativement fort, à opposer avec 1 euro s'échangeant contre 12 575 FG  (soit presque 6 fois plus) en janvier 2021, période de franc guinéen faible par rapport à l'euro.

## Numéraire

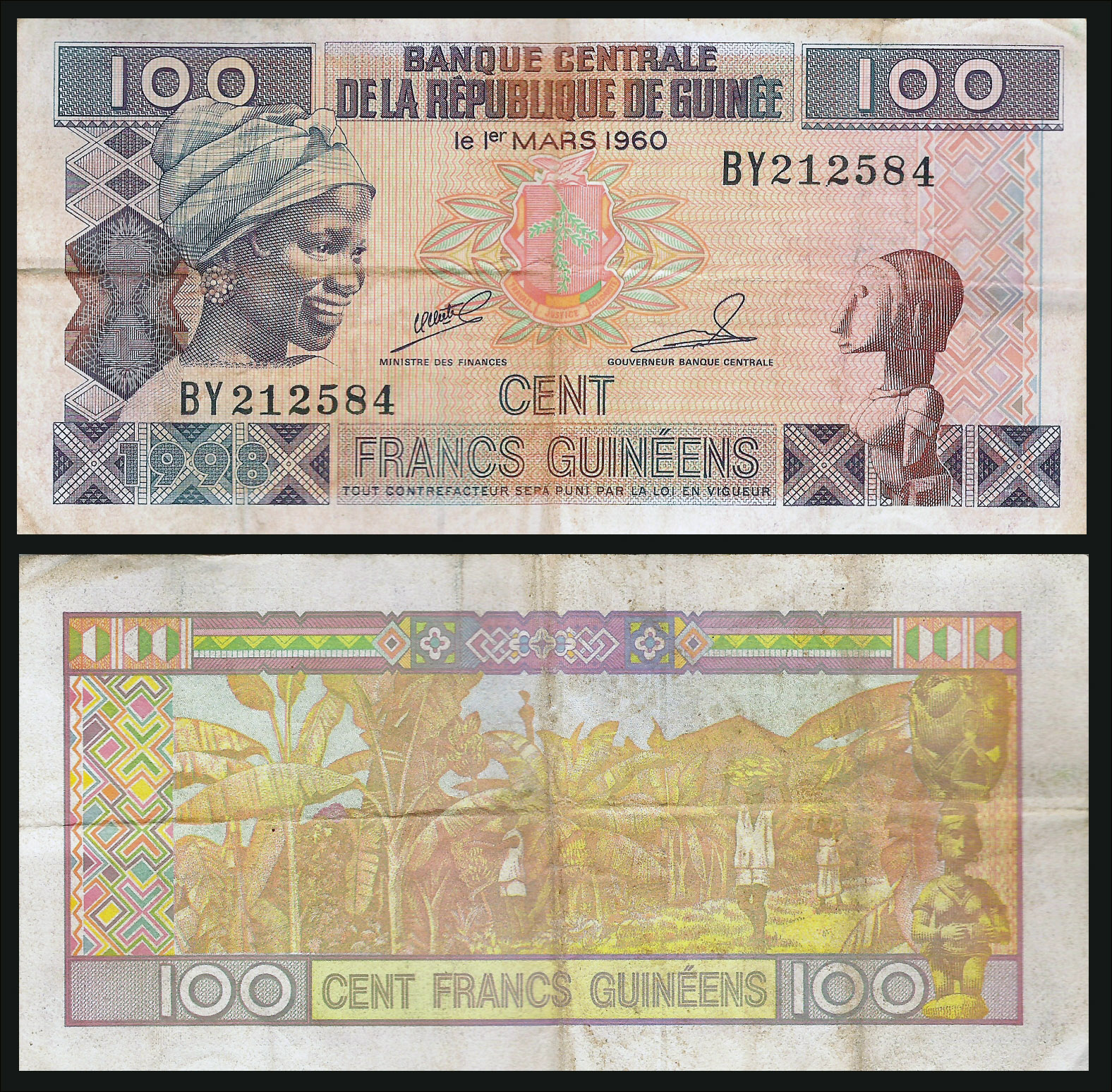
Billet de 100 FG recto et verso, série 1998 : une plantation de bananes.

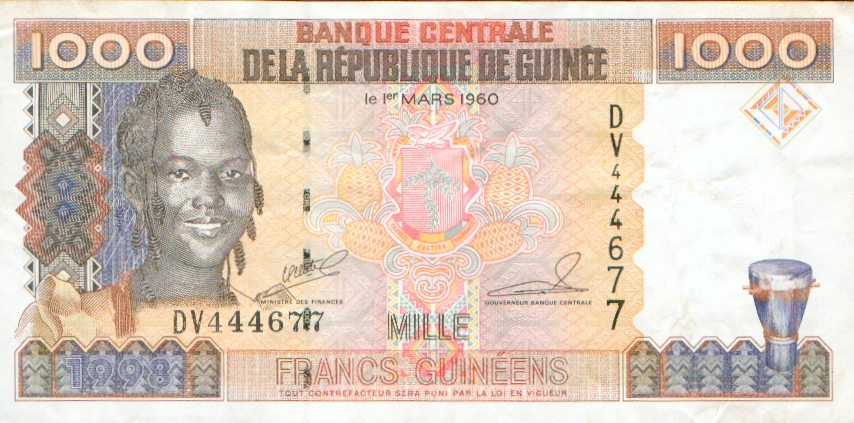
Billet de 1000 FG, recto, série 1998 : coiffure traditionnelle et percussion.

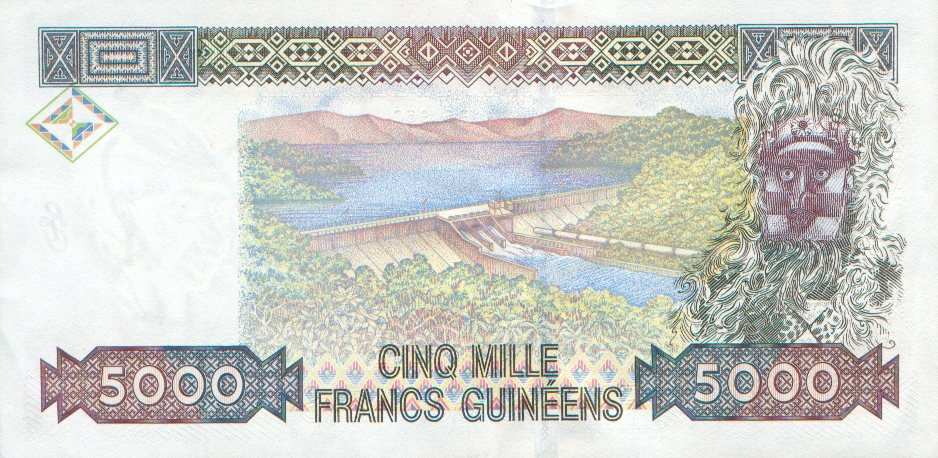
Billet de 5000 FG, verso, série 1998 : un barrage.

### Billets
En 1960, la première série de billets comprend les valeurs de 50, 100, 500, 1000, 5 000 et 10 000 francs, avec à l'avers, le portrait de Sékou Touré. Une nouvelle émission a lieu en mars 1963, pour les mêmes valeurs et un dessin similaire mais dans des teintes différentes. En octobre 1972, sont émis les billets en sylis, pour des montants de 10, 25, 50 et 100. En 1981, une nouvelle série est fabriquée, pour des montants de 1, 2, 5, 10, 25, 50, 100 et 500 sylis. Après une dévaluation de 92 % du syli, les nouvelles émissions de francs guinéens reprennent en 1985 avec des coupures de 25, 50, 100, 500, 1 000 et 5 000 GNF.
En 1998, a été émis une nouvelle série de billets très proches esthétiquement mais légèrement plus grands et avec quelques modifications en coupures de 100, 500, 1 000 et 5 000 GNF uniquement. Les billets de 25 et 50 n'ont pas été réémis, étant trop fragiles d'utilisation et faisant double emploi avec les pièces. Entre 2006 et 2008 ont été émis des billets de 500, 1 000, 5 000 et 10 000 GNF. En 2010 pour les cinquante ans de la monnaie guinéenne et de la Banque centrale de la république de Guinée ont été imprimés des billets commémoratifs de 1 000, 5 000 et 10 000 GNF. En 2012 a été émis une nouvelle coupure de 100 GNF. En 2015 est apparue la coupure de 20 000 GNF, actuellement la plus grosse (correspondant en septembre 2018 à environ 2 euros). Les billets sont imprimés au Royaume-Uni par De La Rue selon des méthodes d'impression anti-falsification similaires à celles utilisées pour les euros. Les coupures des différentes émissions ont cours ensemble. En mars 2019 est apparue une coupure de 2 000 GNF

### Pièces de monnaie
Les pièces sont fabriquées en cupronickel, cuivre et acier. Avec l'inflation, les valeurs de 50, 25, 10, 5 et 1 GNF ont presque disparu de la circulation.